# Hassan Mead
Hassan Mead (en somali : Xassan Miicaad, en arabe : حسن ميد né le 28 juin 1989 en Somalie) est un athlète américain, spécialiste du fond.

## Carrière
Il est arrivé aux États-Unis en 2000. Il est troisième du 5 000 m lors des Championnats des États-Unis d'athlétisme 2014 et également 3e l'année suivante sur 10 000 m.
Il se classe 11e des championnats du monde 2019 à Doha sur 5 000 m.

## Palmarès
- Championnats des États-Unis d'athlétisme
  - vainqueur du 10 000 m en 2017